# Афендик Іван Корнилійович
Афендик Іван Корнилійович (*р., м. н. невід. — †після 1848, м. см. невід.) — російський державний та банківський діяч з української шляхти. Віце-губернатор, статський радник Російської імперії.
Син бунчукового товариша Гетьманщини, сотника Бориспільської сотні Корнилія Афендика, онук Київського полкового хорунжого Максима Афендика. 

## Біографія
Син Корнилія Максимовича Афендика, бунчукового товариша, онук Максима Афендика.
Близько 1791 — студент класу поетики Києво-Могилянської академії.
Вчився, очевидно, лише до класу філософії, бо вже 24 жовтня 1795 розпочав службу у Київській цивільній палаті й менш ніж через пів року (18 березня 1796) дістав свій перший чин — колезького канцеляриста.
Кар'єру завершив у чині дійсного статського радника, який одержав 7 серпня 1836.
Протягом життя обіймав ряд адміністративних посад, головним чином, у Санкт-Петербурзі, у фінансових державних установах: працював у Державному позиковому банку (з 9 грудня 1802), у Департаменті міністерства фінансів займався справами державних банків (з 27 серпня 1803), був секретарем Департаменту державного майна (від 1 січня 1812).
Під час Французько-російської війни 1812–1815 перебував на посаді бухгалтера і працівника комітету петербурзького ополчення, що займався постачанням провіанту.
Після війни продовжував працювати у Департаменті державного майна: 21 січня 1822 — правитель Канцелярії, а від 3 серпня 1826 — начальник 1-го відділення.
У 1830-х роках обіймав посади Волинського (1832–1837) та Псковського (1837) віце-губернатора.
З 3 червня 1837 — голова Псковської казенної палати. Був ним ще 1848.
Відзначено державними нагородами: орденом св. Володимира IV ст. (1818) та III ст. (1829), орденом Станіслава І ст. (1840).
Був одружений із Софією Василівною Нертовською. Мав чотирьох синів (Федора, Корнилія, Василя й Олександра) та двох дочок (Катерину та Надію).